# Geowissenschaftliches Labor Lanzarote
Das Geowissenschaftliche Labor Lanzarote (spanisch Laboratorio de Geociencias de Lanzarote, kurz: LGL) ist eine Forschungseinrichtung auf der zu Spanien gehörenden Kanarischen Insel Lanzarote. Es dient zur Untersuchung und Erforschung terrestrischer, ozeanischer und atmosphärischer Phänomene auf der Vulkaninsel.

## Organisation
Das Geowissenschaftliche Labor Lanzarote, betrieben unter der Beteiligung von Wissenschaftlern unterschiedlicher Nationen, gehört zum Institut für Astronomie und Geodäsie (spanisch Instituto de Astronomía y Geodesia, kurz: IAG), das wiederum eine Gemeinschaftseinrichtung des obersten spanischen Wissenschaftsrats CSIC und der Universität Complutense Madrid ist.  Es wurde 1986 durch Zusammenarbeit von lanzarotenischen Inselregierung und Institut für Astronomie und Geodäsie (IAG) gegründet und betreibt drei fest installierte Messlabore auf der Insel.
Wissenschaftler mehrerer Nationen forschen hier gemeinschaftlich. Sie untersuchen beispielsweise mögliche Gasaustritte, Schwankungen des Meeresspiegels, Erdbebentätigkeiten, Verformungen des Untergrundes und Veränderungen im Erdschwerefeld. Seit Beginn der Messungen wurden bis heute keine signifikanten Änderungen angezeigt, die auf künftige vulkanische Aktivitäten hinweisen könnten.

## Forschungslabore

### Im Casa de los Camelleros
Das Casa de los Camelleros (Haus der Kameltreiber) liegt im Nationalpark Timanfaya, dort, wo zuletzt 1730 bis 1736 und 1824 bedeutende Vulkanausbrüche stattfanden. In einem von ehemaligen Kameltreibern verlassenen Haus nahe dem Vulkan Timanfaya befindet sich seit 1989 eines der drei Messlabore. Ganz in der Nähe des Labors liegt der geothermisch aktivste Ort der Insel, an dem es in wenigen Metern unter der Oberfläche bis zu 600 °C heiß ist. So finden regelmäßige Temperaturmessungen in bestimmten Tiefen statt. Dazu werden im Bereich des Casa de Camelleros Messungen bezüglich Deformationen der Erdkruste, Veränderungen der Richtung der Gravitation sowie Veränderungen im Erdschwerefeld vorgenommen.

### In der Cueva de los Verdes
1986 wurde für die Cueva de los Verdes mit der Planung eines dortigen Labors und ersten elektrischen Installationen begonnen. Diese für Touristen zugängliche Höhle bildet einen Teil eines sieben Kilometer langen Lavatunnels, ausgehend vom Vulkan Monte Corona im Norden Lanzarotes. Das Labor befindet sich in einem Tunnel der Cueva de los Verdes abseits der Touristenströme, etwa zwei Kilometer von der Küste und fünf Kilometer vom Vulkan Corona entfernt auf genau 37 Metern Höhe über dem Meeresspiegel. Im Frühjahr 1987 wurde ein erstes Gravimeter installiert.
Zudem werden hier kontinuierliche Messungen beispielsweise Seismischer Wellen, Aktivitäten im Erdschwerefeld und der Zusammensetzung aufsteigender Gase vorgenommen. 

### In den Jameos del Agua
1987 wurde ein erster Mareograf in der durch den Künstler und Architekten César Manrique zur Touristenattraktion ausgebauten Jameos del Agua installiert. Dieser Ort gehört ebenfalls zu dem sieben Kilometer langen Lavatunnel und liegt nahe der Ostküste der Insel. Ein Teil des Tunnels, der sogenannte Túnel de la Atlántida, führt mit Meerwasser gefüllt unterhalb des Meeresspiegels weiter, wobei diese Zone den Gezeiten unterliegt, so dass man hier weitere Mareografen zur Erforschung der Veränderung des Meeresspiegels installiert hat.
Dazu fließen hier im Jameos del Aqua befindlichen Casa de los Volcanes (Haus der Vulkane) alle Messdaten, auch aus den anderen beiden Labors in der Cueva de los Verdes und im Casa de Camelleros  zusammen, werden aufgezeichnet und an das Institut für Astronomie und Geodäsie (IAG) in Madrid weitergeleitet. 
Im Touristischen, Pädagogischen und Wissenschaftlichen Zentrum im Haus der Vulkane werden zudem Führungen und Vorträge für Schüler und Touristen angeboten. Eine Ausstellung auf rund 2500 Quadratmetern, die 2003 neu gestaltet wurde, zeigt den Vulkanismus der Erde im naturwissenschaftlichen Zusammenhang.